# Doljani (Jablanica)
Pour les articles homonymes, voir Doljani.
Doljani (en cyrillique : Дољани) est un village de Bosnie-Herzégovine. Il est situé dans la municipalité de Jablanica, dans le canton d'Herzégovine-Neretva et dans la fédération de Bosnie-et-Herzégovine. Selon les premiers résultats du recensement bosnien de 2013, il compte 568 habitants.

## Démographie

### Évolution historique de la population
| 1948 | 1953 | 1961 | 1971  | 1981  | 1991  | 2013 |
| ---- | ---- | ---- | ----- | ----- | ----- | ---- |
| -    | -    | 940  | 1 050 | 1 049 | 1 049 | 568  |

|  |

### Communauté locale
En 1991, la communauté locale de Doljani comptait 1 798 habitants, répartis de la manière suivante :